# Skolverket
Skolverket, formellt Statens skolverk,  är svensk central förvaltningsmyndighet för det offentliga skolväsendet för barn, ungdomar och vuxna samt för förskoleverksamheten och skolbarnsomsorgen.
Skolverket bildades 1991 och ersatte Skolöverstyrelsen (SÖ). Skolverket har sitt säte i Stockholm. Verket är en enrådighetsmyndighet och leds av en generaldirektör.
Myndigheten är från 1 oktober 2022 beredskapsmyndighet men ingår inte i någon av de tio beredskapssektorerna.

## Verksamhet
Skolverket ska bland annat ansvara för statlig rektorsutbildning, stödja nationellt prioriterad fortbildning och viss annan kompetensutveckling, stödja utvecklingen av flexibla former för vuxenutbildning, informera och sprida kunskap om verksamhetsområdet (bland annat genom att svara för att sammanställa och sprida kunskap om forskningsresultat), svara för vissa andra nationella utvecklingsinsatser inom nationellt prioriterade områden, stödja användningen av informationsteknik inom verksamhetsområdet samt administrera statliga stöd och bidrag enligt särskilda bestämmelser eller särskilda beslut. Förutom detta har Skolverket ansvar för handikappfrågor, miljöfrågor och frågor angående nyanlända elever inom sektorn. 

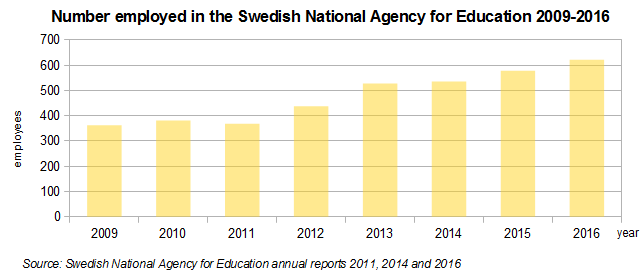
Totalt antal anställda i Skolverket 2009-2016

Skolverket har en stor andel specifika regeringsuppdrag –  från det att under 2012 ha sammanlagt 71 st regeringsuppdrag till att under 2015 vara 108 st.
Skolverket föreslog hösten 2019 att stryka antiken ur läroplanen i historia, men backade från sitt eget förslag innan remisstiden gått ut.

## Lärarnas ansvarsnämnd
Inom Skolverket finns ett särskilt beslutsorgan som benämns Lärarnas ansvarsnämnd. Nämnden har till uppgift att, i fråga om legitimerade lärare, pröva ärenden om varning, återkallelse av legitimation och ny legitimation efter tidigare återkallelse.

## Statens skolverks författningssamling
Statens skolverks författningssamling benämns SKOLFS. I denna författningssamling finns förutom Statens skolverks egna föreskrifter och allmänna råd också vissa föreskrifter meddelade av regeringen, Statens skolinspektion, Specialpedagogiska skolmyndigheten (SPSM) samt Myndigheten för ungdoms- och civilsamhällesfrågor.

## Generaldirektörer
- 1991–1999: Ulf P. Lundgren
- 1999–2002: Mats Ekholm
- 2003–2010: Per Thullberg
- 2010–2011: Helén Ängmo (tillförordnad)
- 2011–2016: Anna Ekström
- 2016–2017: Mikael Halápi (tillförordnad)
- 2017–2024: Peter Fredriksson (avgick vid årsskiftet 2023/2024)[10]
- 2024- Joakim Malmström

## Skolverkets uppgifter i krig
Skolverket har en central roll i att säkerställa att utbildningssystemet fungerar även under krig eller vid höjd beredskap. Som beredskapsmyndighet har Skolverket flera viktiga ansvarsområden:
Upprätthållande av samhällsviktig verksamhet inom skolväsendet:
Skolverket har som uppgift att säkerställa att skolväsendet fungerar under krig och höjd beredskap. Detta innebär att barn vars vårdnadshavare arbetar inom samhällsviktig verksamhet får nödvändig omsorg, att utbildning för barn och unga fortsätter utan avbrott samt att utbildningar som bidrar med kompetens till samhällsviktiga yrken, exempelvis inom vård och energi, bibehålls.
Stöd till skolhuvudmän: Skolverket ansvarar för att informera och stödja skolhuvudmän i deras beredskapsplanering. Detta innebär att ge riktlinjer och resurser för att skolor ska kunna hantera krissituationer effektivt.
Utveckling av krisberedskap inom myndigheten: Skolverket arbetar med att stärka sin egen förmåga att hantera kriser genom att analysera sårbarheter och risker samt utveckla interna beredskapsplaner.
Utbildningsmaterial om krisberedskap: I samarbete med andra myndigheter, såsom Myndigheten för samhällsskydd och beredskap (MSB), tillhandahåller Skolverket material för att öka barns och ungas medvetenhet om krisberedskap och deras roll i samhället under kris och krig.
Genom dessa insatser bidrar Skolverket till att upprätthålla stabilitet och kontinuitet inom utbildningssektorn, även under krig eller andra allvarliga krissituationer.